# Viticoltura in Basilicata
La viticoltura in Basilicata è l'insieme delle attività di coltivazione di uva e produzione di vino svolte nella regione.

## Storia
La Lucania si sviluppa su un territorio di quasi novemila chilometri quadrati, di tutti questi più 10% è dedicato alla coltivazione, in buona parte del vino. La tradizione vitivinicola lucana ha origini molto antiche, che risalgono hai tempi dell’Antica Grecia. Uno tra i principali amanti del Vino lucano fu' proprio Orazio (al quale sono dedicate numerose cantine), quest'ultimo era originario di Venosa e per molto tempo nei suoi scritti elogiò i vini della zona. L'unico vitigno autoctono della regione è la malvasia di Basilicata, a bacca sia bianca che scura. Il vitigno principe però è l’aglianico che è anche l'unico detentore del marchio DOC. Abbastanza diffusi anche i vitigni internazionali, in particolare cabernet sauvignon e merlot. La zona di maggior rilievo è sicuramente quella del Vulture, a nord di Potenza. Qui sono presenti vigneti antichissimi, la maggior parte dei quali hanno ottenuto la certificazione DOC o DOCG.

## Vitigni

### Autoctoni
| Vitigno                       | Bacca  | Descrizione | Immagine |
| ----------------------------- | ------ | ----------- | -------- |
| Aglianico                     | Nera   |             |          |
| Aglianico del Vulture         | Nera   |             |          |
| Bombino nero                  | Nera   |             |          |
| Malvasia bianca di Basilicata | Bianca |             |          |
| Malvasia nera di Basilicata   | Nera   |             |          |

### Alloctoni
- Cabernet sauvignon
- Merlot

## Vini

### DOCG
- Aglianico del Vulture Superiore (rosso) prodotto nella provincia di Potenza e Aglianico del Vulture Superiore riserva (rosso) prodotto nella Provincia di Potenza.

### DOC
- Aglianico del Vulture (Rosso anche nelle versioni Vecchio e Riserva e nella tipologia Spumante) prodotto nella provincia di Potenza
- Matera (Bianco anche nella tipologia Spumante; Rosso); con indicazione del vitigno: Greco (Bianco); Moro (Rosso); Primitivo (Rosso) prodotto nella provincia di Matera
- Terre dell'Alta Val d'Agri (Rosato; Rosso anche nella versione Riserva) prodotto nella provincia di Potenza
- Grottino di Roccanova (Bianco; Rosato; Rosso anche nella tipologia novello e Riserva) prodotto nei comuni di Sant'Arcangelo, Roccanova e Castronuovo di Sant'Andrea in provincia di Potenza.

### IGT
- Basilicata (Bianco nelle tipologie normale e Frizzante; Rosato nelle tipologie normale e Frizzante; Rosso nelle tipologie normale, Frizzante e Novello) prodotto nell'intero territorio della regione Basilicata.
- Grottino di Roccanova (Bianco nelle tipologie normale, Frizzante, Amabile e Passito; Rosato nelle tipologie normale, Frizzante e Amabile; Rosso nelle tipologie normale e Novello) prodotto nella provincia di Potenza.